# غلن تايلور
جلان تايلور (بالإنجليزية: Glen Taylor)‏ هو سياسي أمريكي، ولد في 20 أبريل 1941. حزبياً، نشط في الحزب الجمهوري لمينيسوتا ‏ والحزب الجمهوري. وقد انتخب عضو مجلس ولاية مينيسوتا وانتخب مجلس شيوخ مينيسوتا وانتخب List of minority leaders of the Minnesota Senate ‏.